# La casa tempestosa
La casa tempestosa (The Rough House) è un film comico muto del 1917, diretto e interpretato da Roscoe Arbuckle e Buster Keaton.

## Trama
Il signor Rough, sua moglie e sua suocera gestiscono un villaggio turistico sul mare. Buster è un giardiniere che spegne un incendio scoppiato per causa del signor Rough, poi diventa un fattorino che litiga col cuoco, infine questi due si arruolano nella polizia.